# 1976 en sports équestres
Chronologie des sports équestres
- 1975 en sports équestres - 1976 en sports équestres - 1977 en sports équestres

Cet article présente les faits marquants de l'année 1976 en sports équestres.

## Événements

### Août
- 29 août 1976 au 9 septembre 1976 : épreuves d'équitation aux jeux olympiques à Montréal (Canada)[1].